# Varize (Eure-et-Loir)
Pour les articles homonymes, voir Varize.
Varize est une commune française située dans le département d'Eure-et-Loir en région Centre-Val de Loire.

## Géographie

### Communes limitrophes
|       | Nottonville |                    |
| Civry | Varize      | Bazoches-en-Dunois |
|       | Villampuy   | Péronville         |

### Hameaux et écarts

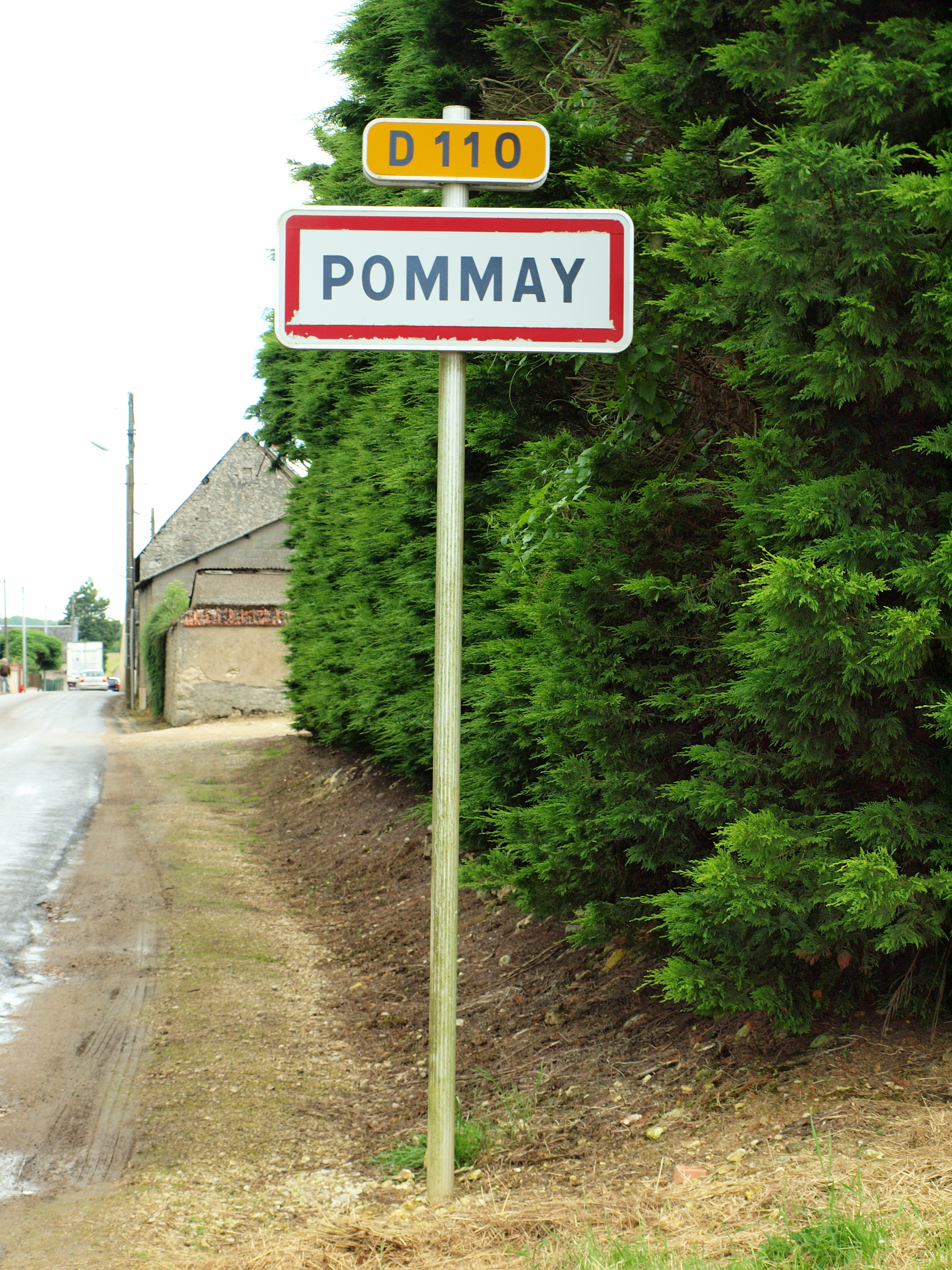
Entrée de Pommay par la RD 110.

- Pommay ;
- Lindron ;
- Élumignon.

### Hydrographie
Le territoire de la commune et le village sont traversés par la rivière la Conie, affluent du Loir en rive gauche, de ce fait sous-affluent de la Loire par la Sarthe et la Maine.

### Climat
Pour des articles plus généraux, voir Climat du Centre-Val de Loire et Climat d'Eure-et-Loir.
En 2010, le climat de la commune est de type climat océanique dégradé des plaines du Centre et du Nord, selon une étude du CNRS s'appuyant sur une série de données couvrant la période 1971-2000. En 2020, Météo-France publie une typologie des climats de la France métropolitaine dans laquelle la commune est exposée à un climat océanique altéré et est dans la région climatique  Moyenne vallée de la Loire, caractérisée par une bonne insolation (1 850 h/an) et un été peu pluvieux. 
Pour la période 1971-2000, la température annuelle moyenne est de 10,7 °C, avec une amplitude thermique annuelle de 15,3 °C. Le cumul annuel moyen de précipitations est de 627 mm, avec 10,6 jours de précipitations en janvier et 7,3 jours en juillet. Pour la période 1991-2020, la température moyenne annuelle observée sur la station météorologique de Météo-France la plus proche, sur la commune de Guillonville à 11 km à vol d'oiseau, est de 11,4 °C et le cumul annuel moyen de précipitations est de 617,9 mm,. Pour l'avenir, les paramètres climatiques de la commune estimés pour 2050 selon différents scénarios d'émission de gaz à effet de serre sont consultables sur un site dédié publié par Météo-France en novembre 2022.

## Urbanisme

### Typologie
Au 1er janvier 2024, Varize est catégorisée commune rurale à habitat dispersé, selon la nouvelle grille communale de densité à 7 niveaux définie par l'Insee en 2022.
Elle est située hors unité urbaine. Par ailleurs la commune fait partie de l'aire d'attraction de Châteaudun, dont elle est une commune de la couronne,. Cette aire, qui regroupe 25 communes, est catégorisée dans les aires de moins de 50 000 habitants,.

### Occupation des sols
L'occupation des sols de la commune, telle qu'elle ressort de la base de données européenne d’occupation biophysique des sols Corine Land Cover (CLC), est marquée par l'importance des territoires agricoles (89,8 % en 2018), en diminution par rapport à 1990 (92 %). La répartition détaillée en 2018 est la suivante : 
terres arables (89,8 %), zones humides intérieures (6,1 %), zones urbanisées (2,2 %), forêts (2 %). L'évolution de l’occupation des sols de la commune et de ses infrastructures peut être observée sur les différentes représentations cartographiques du territoire : la carte de Cassini (XVIIIe siècle), la carte d'état-major (1820-1866) et les cartes ou photos aériennes de l'IGN pour la période actuelle (1950 à aujourd'hui).

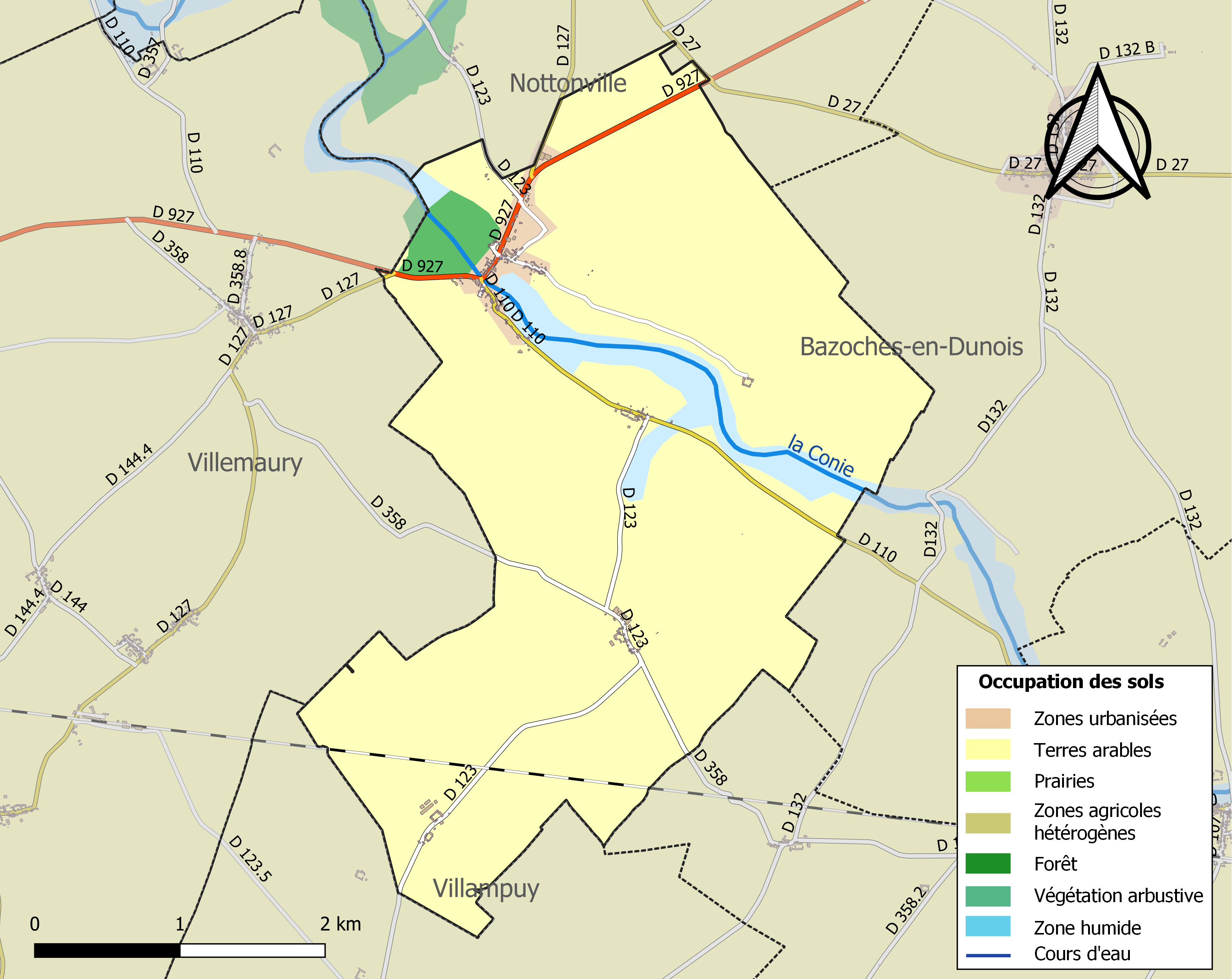
Carte des infrastructures et de l'occupation des sols de la commune en 2018 (CLC).

### Risques majeurs
Le territoire de la commune de Varize est vulnérable à différents aléas naturels : météorologiques (tempête, orage, neige, grand froid, canicule ou sécheresse), inondations et séisme (sismicité très faible). Il est également exposé à un risque technologique, le transport de matières dangereuses. Un site publié par le BRGM permet d'évaluer simplement et rapidement les risques d'un bien localisé soit par son adresse soit par le numéro de sa parcelle.

#### Risques naturels
Certaines parties du territoire communal sont susceptibles d’être affectées par le risque d’inondation par débordement de cours d'eau, notamment la Conie. La commune a été reconnue en état de catastrophe naturelle au titre des dommages causés par les inondations et coulées de boue survenues en 1999 et 2013,.

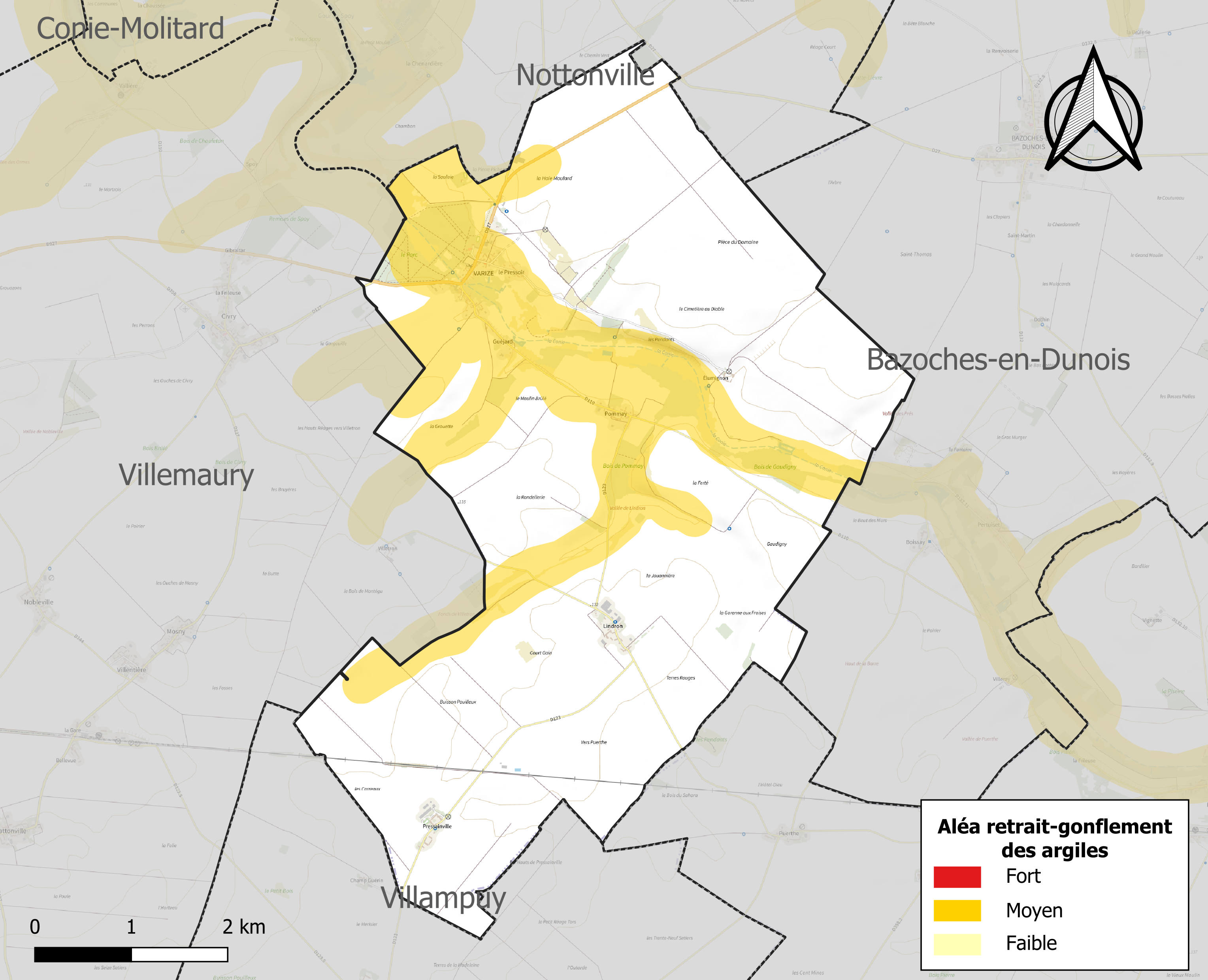
Carte des zones d'aléa retrait-gonflement des sols argileux de Varize.

Le retrait-gonflement des sols argileux est susceptible d'engendrer des dommages importants aux bâtiments en cas d’alternance de périodes de sécheresse et de pluie. 27 % de la superficie communale est en aléa moyen ou fort (52,8 % au niveau départemental et 48,5 % au niveau national). Sur les 109 bâtiments dénombrés sur la commune en 2019, 87 sont en aléa moyen ou fort, soit 80 %, à comparer aux 70 % au niveau départemental et 54 % au niveau national. Une cartographie de l'exposition du territoire national au retrait gonflement des sols argileux est disponible sur le site du BRGM,.
Concernant les mouvements de terrains, la commune a été reconnue en état de catastrophe naturelle au titre des dommages causés par des mouvements de terrain en 1999.

#### Risques technologiques
Le risque de transport de matières dangereuses sur la commune est lié à sa traversée par des infrastructures routières ou ferroviaires importantes ou la présence d'une canalisation de transport d'hydrocarbures. Un accident se produisant sur de telles infrastructures est en effet susceptible d’avoir des effets graves au bâti ou aux personnes jusqu’à 350 m, selon la nature du matériau transporté. Des dispositions d’urbanisme peuvent être préconisées en conséquence.

## Toponymie
Le nom de la localité est attesté sous la forme Varisia vers 1250, var is ia, « lieu de l'eau ».

## Histoire

### Époque contemporaine

#### XIXesiècle
Les 10, 14 et 15 octobre 1870, les habitants des villes de Civry et de Varize se défendirent contre les soldats allemands. En représailles, les deux villages furent incendiés. Un monument installé sur la commune de Varize, ainsi qu'un odonyme de cette même ville (rue du 15-Octobre-1870), commémorent les faits : « Varize-Civry à leurs vaillants défenseurs en mémoire des combats soutenus par eux les 10.14.15 octobre 1870 contre les troupes allemandes qui en châtiment de leur noble conduite incendièrent les deux villages - En mémoire du combat soutenu le 29 novembre par les Francs-tireurs de la Gironde et de Paris ».
Varize a donné son nom à une rue de Paris. La rue de Varize est une voie publique située dans le 16e arrondissement.
Varize a également donné son nom à une rue de Soulac-sur-Mer, qui va de la rue Brémontier au boulevard Charcot, sur le front de mer.

## Politique et administration

### Liste des maires
| Période                                  | Période   | Identité            | Étiquette | Qualité                              |
| ---------------------------------------- | --------- | ------------------- | --------- | ------------------------------------ |
| avant 1995                               | ?         | Émile Tourné        | DVD       |                                      |
| mars 2001                                | mars 2014 | Jean Pierre Vanier  | SE        | Agriculteur                          |
| mars 2014                                | En cours  | Philippe Gaucheron, |           | Agriculteur sur moyenne exploitation |
| Les données manquantes sont à compléter. |           |                     |           |                                      |

## Population et société

### Démographie
L'évolution du nombre d'habitants est connue à travers les recensements de la population effectués dans la commune depuis 1793. Pour les communes de moins de 10 000 habitants, une enquête de recensement portant sur toute la population est réalisée tous les cinq ans, les populations de référence des années intermédiaires étant quant à elles estimées par interpolation ou extrapolation. Pour la commune, le premier recensement exhaustif entrant dans le cadre du nouveau dispositif a été réalisé en 2008.

En 2022, la commune comptait 189 habitants, en évolution de −4,06 % par rapport à 2016 (Eure-et-Loir : −0,23 %, France hors Mayotte : +2,11 %).
| 1793 | 1800 | 1806 | 1821 | 1831 | 1836 | 1841 | 1846 | 1851 |
| ---- | ---- | ---- | ---- | ---- | ---- | ---- | ---- | ---- |
| 365  | 349  | 348  | 353  | 384  | 407  | 333  | 418  | 431  |

| 1856 | 1861 | 1866 | 1872 | 1876 | 1881 | 1886 | 1891 | 1896 |
| ---- | ---- | ---- | ---- | ---- | ---- | ---- | ---- | ---- |
| 448  | 450  | 429  | 393  | 388  | 423  | 438  | 415  | 372  |

| 1901 | 1906 | 1911 | 1921 | 1926 | 1931 | 1936 | 1946 | 1954 |
| ---- | ---- | ---- | ---- | ---- | ---- | ---- | ---- | ---- |
| 373  | 361  | 360  | 344  | 378  | 388  | 345  | 293  | 279  |

| 1962 | 1968 | 1975 | 1982 | 1990 | 1999 | 2006 | 2008 | 2013 |
| ---- | ---- | ---- | ---- | ---- | ---- | ---- | ---- | ---- |
| 284  | 222  | 189  | 176  | 180  | 167  | 200  | 210  | 205  |

| 2018 | 2022 | - | - | - | - | - | - | - |
| ---- | ---- | - | - | - | - | - | - | - |
| 195  | 189  | - | - | - | - | - | - | - |

## Culture locale et patrimoine

### Lieux et monuments

#### Église Saint-Pierre-et-Saint-Paul
L'église abrite des peintures murales du XIIIe siècle : la Descente de Croix, les saintes femmes au tombeau, le Baptême du Christ, le festin d'Hérode,  Classé MH (1952),.

#### Autres lieux et monuments
- Dolmen de la Pierre Couverte ;
- Stèle du pont sur la Conie, honorant la mémoire des cinq résistants, bloqués par un Panzer allemand en panne et massacrés à Cormainville[27].

Lieux et monuments
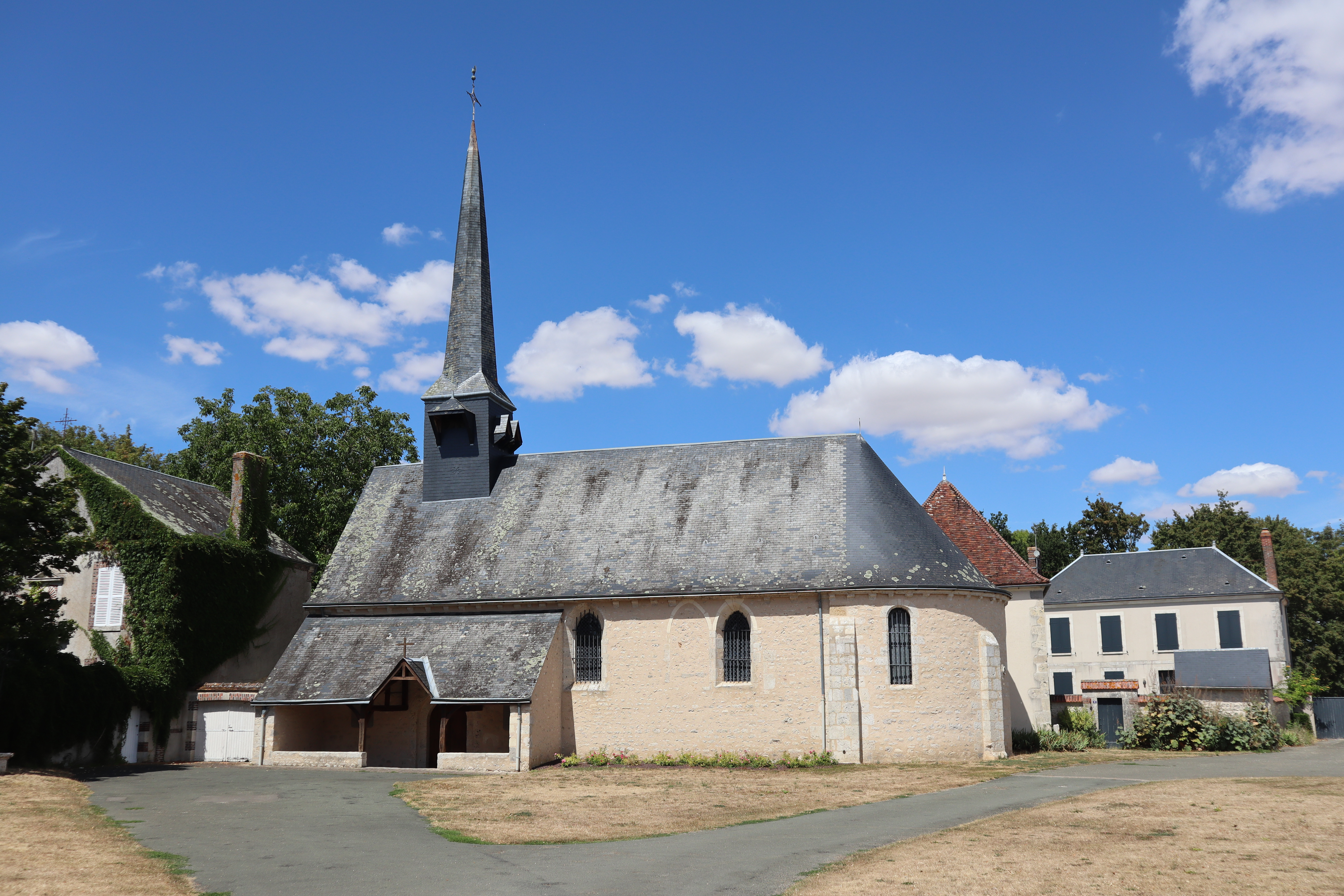
L'église Saint-Pierre-et-Saint-Paul.
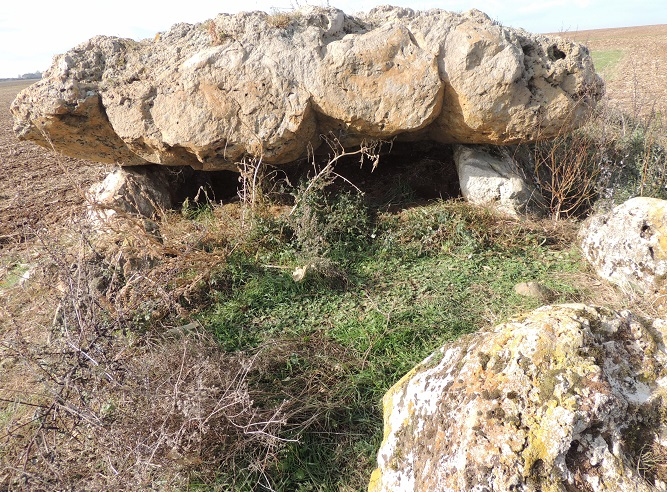
Dolmen de la Pierre Couverte.